# 多治見姫テレビ中継局
座標: 北緯35度23分33.5秒 東経137度4分0.8秒 / 北緯35.392639度 東経137.066889度

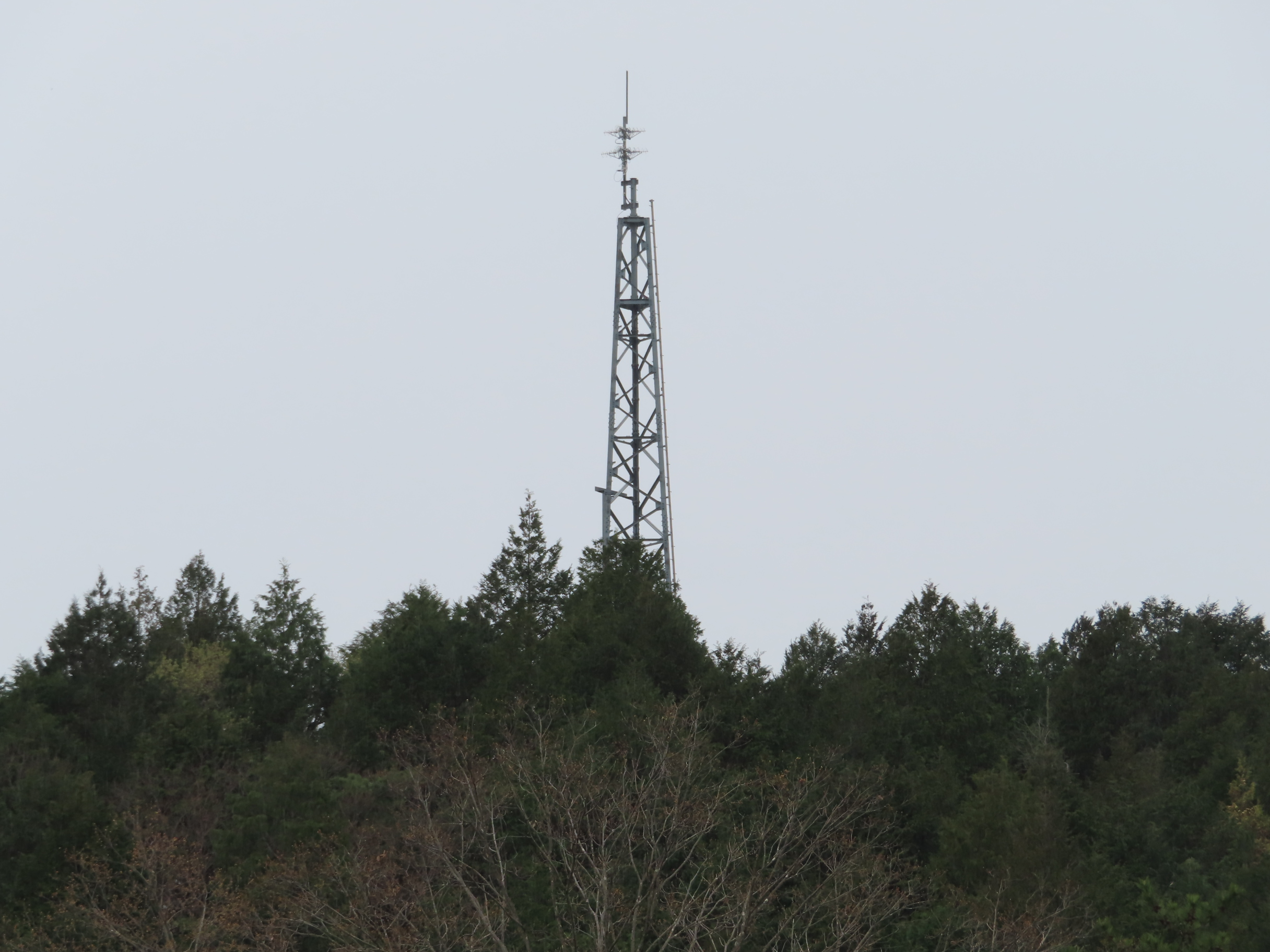
中継局の外観（2021年3月撮影）

多治見姫テレビ中継局（たじみひめテレビちゅうけいきょく）は、岐阜県多治見市にある地上デジタルテレビの中継局である。多治見市姫町の山の陰にある宅地のために設けられた。

## 中継局概要
| リモコン キーID | 放送局名                              | 物理 チャンネル | 空中線電力 | ERP  | 放送対象 地域 | 放送区域 内世帯数 | 偏波面   |
| --------------- | ------------------------------------- | --------------- | ---------- | ---- | ------------- | ----------------- | -------- |
| 1               | THK 東海テレビ放送                    | 15ch            | 50mW       | 67mW | 中京広域圏    | 約1,700世帯       | 垂直偏波 |
| 2               | NHK 名古屋教育                        | 31ch            | 50mW       | 67mW | 全国放送      | 約1,700世帯       | 垂直偏波 |
| 3               | NHK 岐阜総合                          | 24ch            | 50mW       | 67mW | 岐阜県        | 約1,700世帯       | 垂直偏波 |
| 4               | CTV 中京テレビ放送                    | 17ch            | 50mW       | 67mW | 中京広域圏    | 約1,700世帯       | 垂直偏波 |
| 5               | CBCテレビ                             | 16ch            | 50mW       | 67mW | 中京広域圏    | 約1,700世帯       | 垂直偏波 |
| 6               | NBN 名古屋テレビ放送 愛称「メ～テレ」 | 14ch            | 50mW       | 67mW | 中京広域圏    | 約1,700世帯       | 垂直偏波 |
| 8               | GBS 岐阜放送 愛称「ぎふチャン」       | 30ch            | 50mW       | 67mW | 岐阜県        | 約1,700世帯       | 垂直偏波 |

## 所在地
- 多治見市姫町5丁目地内（JR下切駅南東の小山）[1]。

## 放送エリア
- 多治見市の一部（姫町、大薮町、大針町周辺の南姫地区）及び可児市の一部（JR下切駅周辺）、約1,700世帯[1][2]。

## 歴史
- 2010年10月21日 予備免許交付
- 2010年10月26日 試験放送開始
- 2010年11月18日 免許交付[3]
- 2010年11月25日 放送開始

## その他
- 全局デジタル新局として開局[4]。
- 多治見市内の地上デジタル放送難視地区（大薮、大針町周辺の南姫地区）[5][6]、及び可児市内の地上デジタル放送難視地区（下切地区周辺）[7]を解消するため開局した。